# Jessica Alba
Jessica Marie Alba (Pomona, Kalifornija, 28. travnja 1981.) američka je filmska i TV glumica. Postala je poznata naslovnom ulogom u ZF TV-seriji Anđeo tame. Među zapaženije uloge svrstavaju se i one u filmovima Sin City te Fantastična četvorka.

## Životopis

### Djetinjstvo i obitelj
Jessica Alba je rođena u Pomoni u Kaliforniji, u obitelji Catherine i Marka Albe. Albini roditelji su stupili u brak u tinejdžerskim godinama. Budući da se njena obitelj nekoliko puta selila, još se u djetinjstvu navikla na promjene. Već u petoj godini željela je postati glumica, a s nepunih 12 počela je uzimati satove glume. Njezin je brat Joshua Alba također glumac.

### Filmska i televizijska karijera
Uskoro je pronašla agenta i 1994. godine dobila ulogu u filmu Camp Nowhere. Iako je trebala tumačiti sporedni lik, kad je djevojka koja je trebala tumačiti glavnu ulogu odustala, Jessica je uskočila na njeno mjesto.
Alba se pojavila i u dvije nacionalne TV reklame za Nintendo i J.C. Penney kao dijete; kasnije je nastupala i u nekoliko nezavisnih filmova. Godine 1994. dobiva ulogu u Nickelodeonovoj dječjoj seriji Tajni svijet Alex Mack. Nakon te uloge, nastupala je u prve dvije sezone TV serije Flipper o istoimenom dupinu.
Godine 1998. pojavljuje se kao Melissa Hauer u prvoj sezoni kriminalističke serije Brooklyn South, a potom su uslijedile uloge u serijama Beverly Hills i The Love Boat: The Next Wave. Nakon što je maturirala, Alba pohađa satove glume kod glumca Williama H. Macyja i njegove supruge, također glumice Felicity Huffman.
Prvu veću filmsku ulogu Alba dobiva u tinejdžerskoj komediji Nikad se nisam poljubila, te kasnije u hororu Idle Hands. No, zasigurno je najslavnija po ulozi Max Guevare, genetičke super ratnice, u seriji Anđeo tame. Serija se emitirala dvije sezone. Od ostalih uloga, Jessica je u filmskom svijetu poznata i po filmovima Fantastična četvorka i Sin City.

### Privatni život
Tijekom snimanja serije Anđeo tame, Alba je započela četverogodišnju romansu s kolegom iz serije, Michaelom Weatherlyjem. Premda ju je Weatherly zaprosio na njen 20-i rođendan, prekinuli su nakon 4 godine hodanja.
Godine 2004. na snimanju filma Fantastična četvorka upoznaje producenta Casha Warrena (sina glumca Michaela Warrena). Nakon četiri godinje hodanja, u svibnju 2008. stupaju u brak, a nakon samo dva mjeseca dobivaju kćer Honor Marie. Tri godine kasnije Jessica i Cash dobivaju kćer Haven Garner.
Godine 2011.Jessica Alba osniva vlastitu tvrtku Honest Company koja se bavi proizvodnjom dječjih pelena i dječje kozmetike. 
2012. godine zbog svoje kompanije, Jessica je nominirana za najmoćniju ženu godine. 
Alba je visoka 169 cm. Obožava kuhati, posebno enchilade i tortille, te voli Harley Davidson motore i golf, a dobra je prijateljica s Evom Longorijom Parker, Evom Mendes i Kate Hudson. Imala je problema s astmom i anoreksijom. Premda je meksičkog podrijetla, ne govori španjolski.
Visoko je plasirana u većini neslužbenih anketa najljepših i najpoželjnijih žena. Godine 2009. časopis FHM svrstao ju je na 3. mjesto svojeg tradicionalnog izbora najseksi žena svijeta.

## Filmografija

### Filmske uloge
| Godina | Film                                          | Uloga                   | Bilješke                        |
| ------ | --------------------------------------------- | ----------------------- | ------------------------------- |
| 1994.  | Camp Nowhere                                  | Gail                    | filmski debut                   |
| 1995.  | Venus Rising                                  | Eve                     |                                 |
| 1999.  | P.U.N.K.S.                                    | Samantha Swoboda        |                                 |
| 1999.  | Nikad se nisam poljubila                      | Kirsten Liosis          |                                 |
| 1999.  | Idle Hands                                    | Molly                   |                                 |
| 2000.  | Paranoid                                      | Chloe                   |                                 |
| 2003.  | Rječnik u krevetu                             | Selima                  |                                 |
| 2003.  | Honey                                         | Honey Daniels           | Teen Choice nagrada             |
| 2005.  | Sin City                                      | Nancy Callahan          | MTV Movie nagrada               |
| 2005.  | Fantastična četvorka                          | Sue Storm               | nominacija za MTV Movie nagradu |
| 2005.  | Opasno plavetnilo                             | Sam                     |                                 |
| 2007.  | Fantastična četvorka: Dolazak srebrnog letača | Sue Storm               |                                 |
| 2007.  | The Ten                                       | Liz Anne Blazer         |                                 |
| 2007.  | Sretno Chuck                                  | Cam Wexler              |                                 |
| 2007.  | Budan                                         | Sam Lockwood            |                                 |
| 2008.  | Oko                                           | Sydney Wells            |                                 |
| 2008.  | Meet Bill                                     | Lucy                    |                                 |
| 2008.  | Ljubavni guru                                 | Jane Bullard            |                                 |
| 2010.  | Dan zaljubljenih                              | Morely Clarkson         |                                 |
| 2010.  | The Killer Inside Me                          | Joyce Lakeland          |                                 |
| 2010.  | Machete                                       | agentica Sartana Rivera |                                 |
| 2010.  | An Invisible Sign                             | Mona Gray               |                                 |

### Televizijske uloge
| Godina        | Film                         | Uloga            | Bilješke |
| ------------- | ---------------------------- | ---------------- | -------- |
| 1994.         | Tajni svijet Alex Mack       | Jessica          |          |
| 1995. – 1997. | Flipper                      | Maya Graham      |          |
| 1996.         | ABC Afterschool Specials     | Christy          |          |
| 1996.         | Chicago Hope                 | Florie Hernandez |          |
| 1998.         | The Love Boat: The Next Wave | Layla            |          |
| 1998.         | Beverly Hills, 90210         | Leanne           |          |
| 1998.         | Brooklyn South               | Melissa Hauer    |          |
| 2000. – 2002. | Anđeo tame                   | Max Guevara      |          |
| 2003.         | Jesam te!                    | Jessica Alba     |          |
| 2003.         | Mad TV                       | Jessica Simpson  |          |
| 2009.         | U uredu                      | Sophie           |          |

## Vanjske poveznice
- Jessica Alba u internetskoj bazi filmova IMDb-u (engl.)
- Neslužbena stranica  Arhivirana inačica izvorne stranice od 6. veljače 2010. (Wayback Machine) (engl.)